# Fotorama
Fotorama A/S è stata una casa di produzione cinematografica danese fondata il 28 novembre 1908 da Thomas S. Hermansen ad Aarhus. 

## Storia
Lo studio, inizialmente, aveva iniziato la sua attività nel maggio 1907 come Dansk Kino-Foto-Teknik-Industri e si costituì come società per azioni sotto il nome A/S Th.S. Hermansen, ma nel gennaio del 1910 venne rinominata Fotorama.
Il primo film della nuova società fu Den lille Hornblæser, una dramma di guerra diretto da Eduard Schnedler-Sørensen e interpretato da Frede Skaarup e Christel Holch. Il film uscì in sala in 18 ottobre 1909, ottenendo un buon successo tra il pubblico.
Fotorama continuò la sua attività fino al 1940, quando chiuse i battenti dopo il fiasco di Jens Langkniv, un film drammatico che aveva come interpreti Poul Reichhardt e Grethe Bendix.

## Filmografia
- Den lille Hornblæser, regia di Eduard Schnedler-Sørensen - cortometraggio (1909)
- Elverhøj, regia di Gunnar Helsengreen - cortometraggio (1910)
- En Helt fra 64, regia di Gunnar Helsengreen - cortometraggio (1910)
- Valdemar Sejr, regia di Gunnar Helsengreen - cortometraggio (1910)
- Greven af Luxemburg, regia di Gunnar Helsengreen - cortometraggio (1910)
- Elverhøj, regia di Jørgen Lund - cortometraggio (1910)
- Kapergasten, regia di Alfred Cohn - cortometraggio (1910)
- Ambrosius, regia di Gunnar Helsengreen (1910)
- Il sogno nero (Den sorte drøm), regia di Urban Gad (1911)
- Dommeren - cortometraggio (1911)
- Menneskejægere - cortometraggio (1912)
- Dødsangstens maskespil, regia di Eduard Schnedler-Sørensen (1912)
- To Søstre - cortometraggio (1912)
- Holger Danske, regia di Eduard Schnedler-Sørensen (1913)
- Den sorte familie, regia di Alfred Cohn (1914)
- Enken, regia di Alfred Cohn (1915)
- Det gaadefulde Væsen, regia di Lau Lauritzen Sr. e Robert Dinesen (1916)